# Handelshochschule Leipzig
Handelshochschule Leipzig (HHL) - Leipzig Graduate School of Management es una Escuela de Negocios privada ubicada en el estado alemán de Sajonia. Esta escuela fue fundada en 1898. Después de la caída del Reunificación alemana, en 1992, la escuela se refundó bajo un régimen privado de gerencia. Fue clasificada como "la mejor Escuela de Negocios de Alemania" por la revista Junge Karriere [1] en mayo de 2006 y ha sido clasificada consistentemente entre las 3 mejores de Alemania en otras publicaciones. En abril de 2004, HHL fue la primera Escuela de Negocios particular en Alemania acreditada por la AACSBInternational (Association to Advance Collegiate Schools of Business).
La enseñanza e investigación en la HHL se llevan a cabo casi en su totalidad en inglés, con la excepción de algunos cursos enfocados a ciertos países, los cuales se imparten en alemán. La escuela otorga títulos de postgrado como el Máster en Ciencias Gerenciales (M.Sc.) y el Máster en Administración de Empresas (MBA) en tiempo completo y parcial.
La escuela tiene un centro de educación ejecutiva, creada en cooperación con INSEAD. Este centro fue inicialmente llamado Leipzig Zentrum INSEAD (IZL), y luego rebautizado como HHL de Executive Education.

## Historia
HHL fue fundada en 1898 en una iniciativa de la Cámara de Comercio de Leipzig. En 1946, se integró a la Universidad de Leipzig, y recuperó parte de su independencia en el año 1969. La escuela fue refundada en 1992, nuevamente a través de una iniciativa de la Cámara de Comercio de Leipzig. HHL está autorizada para otorgar títulos de doctorado y posdoctorado.
Algunos antiguos profesores reconocidos de HHL son Hermann Großmann, Arthur Lisowsky, Karl von der Aa, Karl Thalheim, Heinrich Niklisch y Balduin Penndorf. Además, algunos exalumnos reconocidos de HHL incluyen a Eugen Schmalenbach y Rudolf Seyffert.

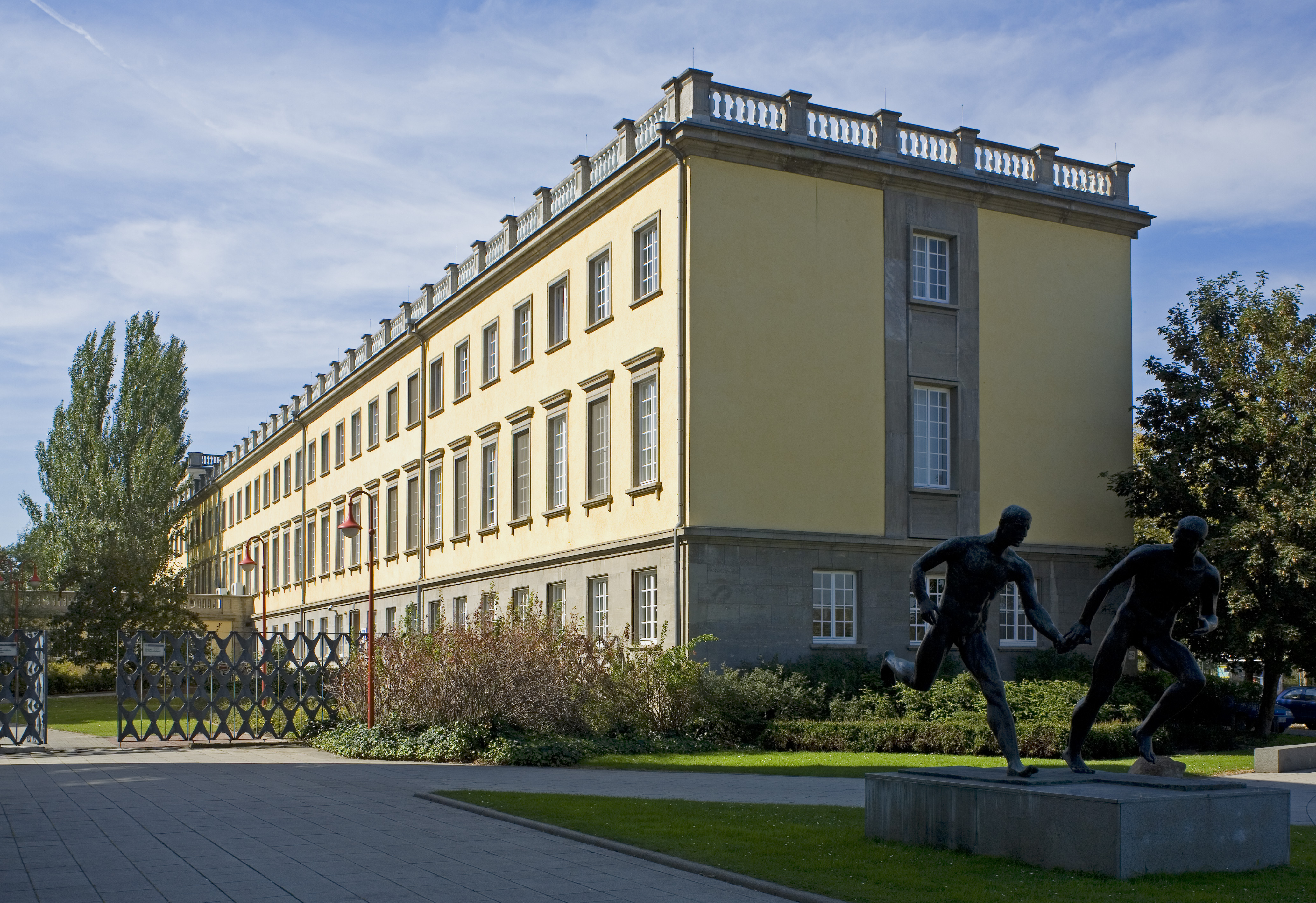
HHL Leipzig Graduate School of Management, University House, Jahnallee 59.

## Programas Académicos

### Programa de Maestría en Dirección General, MBA (a tiempo completo y tiempo parcial)
El programa MBA está dirigido a estudiantes que ya posean un título universitario y experiencia laboral. Este programa se lleva a cabo a través de grupos pequeños y tiene un enfoque práctico e internacional. Los participantes en el programa de MBA son diversos en cuanto a profesión y experiencia, y las clases están compuestas generalmente por más de 65% de estudiantes extranjeros. Por este razón, las competencias sociales son la clave para un exitoso desempeño en este programa.
El MBA a tiempo parcial está dirigido a profesionales que trabajan, los cuales deben tomar clases en Leipzig dos fines de semana al mes.
El enfoque de gestión general se centra en los temas de liderazgo y experiencia global. Este contenido, así como todas las disciplinas fundamentales de la economía, son enseñadas en los cursos básicos obligatorios. Los cursos electivos son interdisciplinarios y reflejan los retos actuales para la gestión de empresas.
El MBA a tiempo completo es un programa de 18 meses, que inicia partir de setiembre de cada año. Los requisitos son un título universitario, un mínimo de dos años de experiencia profesional, dos cartas de recomendación, y el GMAT. El programa a tiempo parcial se inicia en enero de cada año y tiene una duración de 24 meses. Además, un mínimo de tres años de experiencia laboral es necesario.

### Programa de Maestría en Administración, M.Sc.
En este programa de 18 meses los participantes pueden alcanzar el título internacionalmente reconocido de Máster en Ciencias en Gerencia General (M.Sc. in Management). Los estudiantes de este programa deben pasar un período obligatorio en el extranjero en una de las instituciones asociadas de HHL.
Los requisitos de ingreso son el título de Bachiller en Administración de Negocios, un mínimo de tres meses de experiencia laboral, el GMAT, TOEFL, y aprobar el examen de ingreso a la HHL.

### Programa de Doctorado
El programa de doctorado es para los candidatos que posean un título de Máster o de Diploma (este último solo para graduados de universidades germanohablantes). Durante los tres años de duración del programa, el candidato participa en clases, cursos, un coloquio de investigación y conferencias. Después de completar con éxito todos los requisitos y la aceptación de la tesis doctoral, el candidato se obtiene el grado de Dr. rer.oec.

## Estudiantes extranjeros
Los estudiantes extranjeros de intercambio que se encuentran de uno a tres trimestres en la HHL son integrados en todos los programas académicos ofrecidos por la escuela. Estos estudiantes vienen de las más de 100 universidades con las que HHL (Leipzig) goza de convenios de intercambio, las que incluyen la Tuck School of Business en Dartmouth College, el Indian Institute of Management, Lucknow y la Escuela de Negocios de la Universidad de Tulane. Además, la escuela tiene programas de doble titulación con la Universidad de Talca (Chile), Universidad de Chile (Chile), Universidad de Tongji (China), Universidad EAFIT (Colombia), INCAE (Costa Rica), Universidad del Pacífico (Ecuador), la ESC Montpellier, TBS; ISC París; ESCI Fontainebleau (Francia), el MDI (India), KDI School (Corea del Sur), Norwegian School of Management (Noruega), ESAN (Perú), EADA Business School (España), Instituto Asiático de Tecnología (Tailandia), y la Universidad Internacional de Florida (EE. UU.).